# Eef Melgers
Evert Leendert (Eef) Melgers (31 januari 1956) is een Nederlands voormalig profvoetballer.

## Carrière
Melgers speelde in de jeugd van Ajax in seizoen 1974/75 toen hij werd ontdekt door Barry Hughes, toenmalig trainer van HFC Haarlem. Omdat hij bij de Amsterdammers weinig kans van slagen had, koos Melgers vanaf 1975/76 voor een carrière in Haarlem, in 1975/76 in Haarlem 2, en van 1976/77 tot en met 1980/81 in Haarlem 1. Vervolgens speelde hij nog bij Telstar en FC Den Haag, voordat hij zijn carrière afsloot bij sc Heerenveen in 1983/84. In 1982/83 was Melgers bij het begin van het seizoen, met slechts 26 jaar, de oudste speler in de piepjonge selectie van FC Den Haag, die een gemiddelde leeftijd van 20,0 jaar had. Na zijn spelerscarrière was hij trainer van een aantal amateurvoetbalclubs. Ook speelde hij sinds 1993 bij Lucky Ajax, ondanks het feit dat hij geen enkele wedstrijd in het eerste elftal heeft gespeeld. In 2007 verhuisde hij naar Spanje.